# Psettina multisquamea
Psettina multisquamea is een straalvinnige vissensoort uit de familie van botachtigen (Bothidae). De wetenschappelijke naam van de soort is voor het eerst geldig gepubliceerd in 1988 door Fedorov & Foroshchuk.